# Gemeinschaft Cenacolo
Die Gemeinschaft Cenacolo (Cenacolo bedeutet „Abendmahlssaal“) ist eine in verschiedenen Ländern vorhandene Einrichtung für junge Menschen in Krisensituationen, insbesondere bei Problemen mit Drogen.

## Geschichte
Die Gemeinschaft Cenacolo wurde am 16. Juli 1983 durch die italienische Ordensschwester Elvira Petrozzi (1937–2023) gegründet. In Saluzzo, in der Nähe von Turin, richtete sie ihr erstes Haus für junge Menschen in Krisensituationen, besonders für solche mit Drogenproblemen ein.
Die Gemeinschaft zählt heute rund 80 Häuser in Italien und der ganzen Welt (Österreich, Slowakei, Frankreich, Spanien, Portugal, Slowenien, Kroatien, Bosnien-Herzegowina, Polen, Irland, U.S.A., Brasilien, Argentinien, Peru, Mexico, Liberia/Afrika, Costa Rica) und beherbergt etwa 2000 Jungen und Mädchen. Das Mutterhaus befindet sich in Saluzzo. Das Haus in Kleinfrauenhaid im Burgenland ist derzeit die einzige Niederlassung im deutschsprachigen Raum.
Am 16. Oktober 2009 wurde die Gemeinschaft Cenacolo durch Papst Benedikt XVI. als Geistliche Gemeinschaft anerkannt und in das offizielle Register des Päpstlichen Rats für die Laien aufgenommen.

## Methodik
Die Methodik der Gemeinschaft ist eine Fokussierung auf Freundschaft und Ehrlichkeit. Jungen Menschen wird geholfen, im Zusammenleben zurück zum Leben zu finden. Dies geschieht unter anderem durch das Vertrauen in die heilende Kraft des Evangeliums, der Weg in die christliche Gemeinschaft, das Gebet und die Arbeit. (Ora et labora).
Die jungen Menschen aus verschiedenen Ländern lernen in der Gemeinschaft nach einem sehr einfachen Tagesprogramm miteinander zu arbeiten, ihre Erfahrungen auszutauschen, den Auslösern ihrer Drogen- oder Alkoholkrankheit allmählich auf die Spur zu kommen und gemeinsam Strategien zur Überwindung ihres Problems zu entwickeln.
Für Jungen und Mädchen gibt es verschiedene Häuser. Für Mädchen gibt es noch kein Haus im deutschsprachigen Raum.

## Organisation und Einrichtungen
Es gibt weltweit über 70 Häuser:
- Männer: z. B. in Polen, Kroatien, den USA, Italien, Frankreich und in Österreich
- Frauen: z. B. in Italien, USA, Frankreich und in Bosnien-Herzegowina.

Der deutsche Trägerverein Freunde der Gemeinschaft Cenacolo Deutschland e.V. hat seinen Sitz in München.

## Aufnahme
Die Aufnahme in die Gemeinschaft ist unabhängig von Nationalität und religiösem Bekenntnis. Die zentrale Sprache ist Italienisch und wird von jedem, der in die Gemeinschaft kommt, gelernt. Jeder Jugendliche, der neu hinzukommt, erhält einen persönlichen Begleiter, den sogenannten „Schutzengel“, der ihm über die Anfangsschwierigkeiten hinweg hilft und ihm jederzeit hilfreich zur Seite steht. Der „Schutzengel“, der selbst einmal drogenabhängig war, hat ein tiefes Verständnis für die Situation des anderen und erinnert sich durch diesen Dienst an seinen eigenen Weg aus der Droge. Die hohe Heilungsrate – ca. 80 % werden nach Angaben des Hauses von der Drogenkrankheit bzw. der Sucht geheilt.
Die Gemeinschaft Cenacolo lebt von der Vorsehung. Freunde und Wohltäter, aber auch andere Menschen, die von der Gemeinschaft erfahren haben, sind bereit, jungen Menschen bei ihrem Neubeginn zu helfen. Vorsehung bedeutet hier konkret: Finanzielle Spenden und auch Lebensmittel, Bekleidung, Drogerieartikel u. a.